# گائل کلیشی
گائل کلیشی (فرانسوی: Gaël Clichy‎؛ زادهٔ ۲۶ ژوئیهٔ ۱۹۸۵) یک بازیکن فوتبال اهل فرانسه است و تا کنون در تیمهای آرسنال، منچسترسیتی و استانبول باشاک‌شهر بازی کرده‌است.